# Cementerio Británico de Buenos Aires

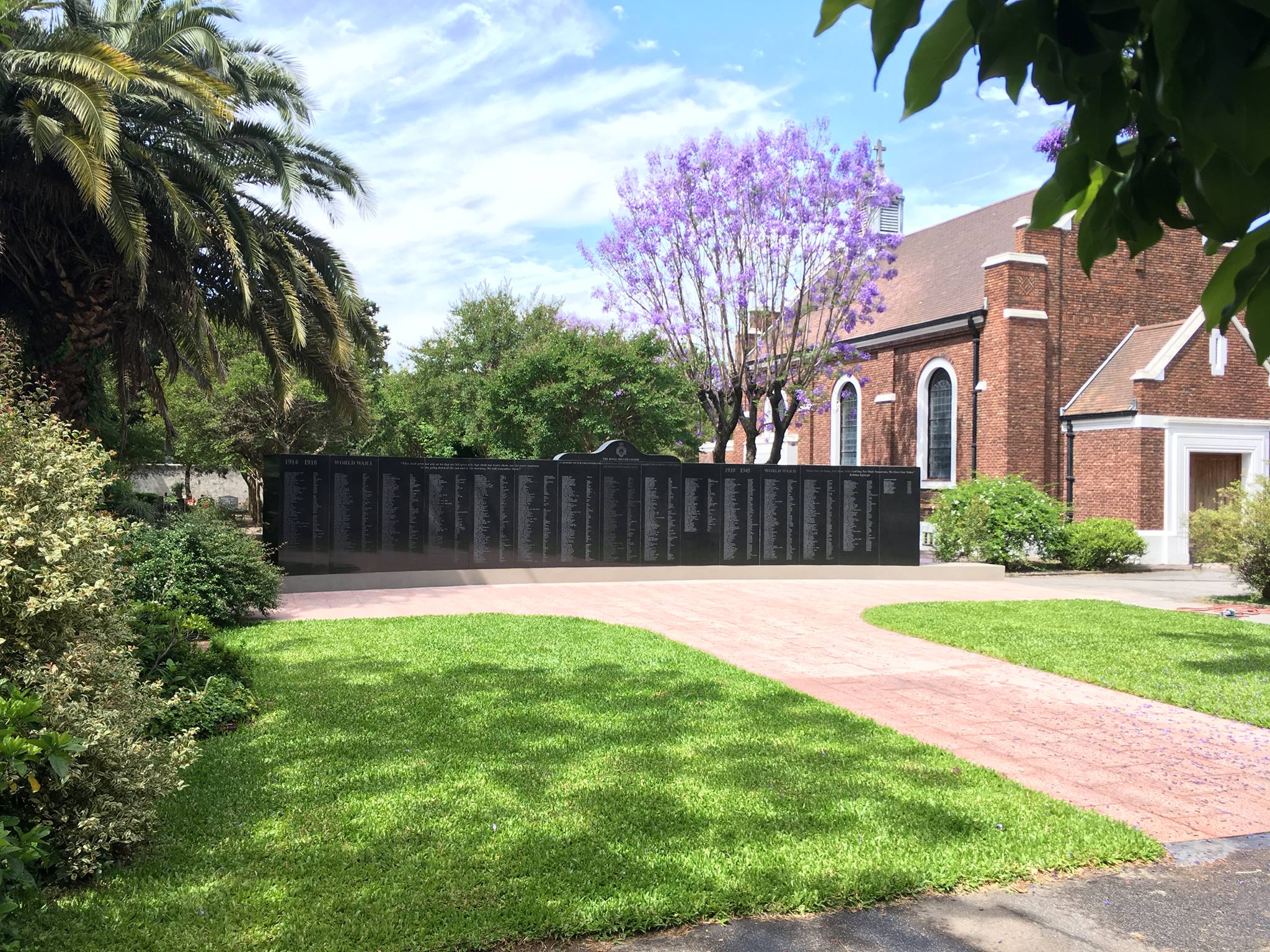
Cementerio Británico

El Cementerio Británico de Buenos Aires fue un proyecto llevado a cabo por comerciantes ingleses para la inhumación de ciudadanos que no eran católicos (melidentes). 
Es curioso encontrar a una gran cantidad de marinos ahogados de los que no se podía determinar su afiliación religiosa que fueron enterrados a lo largo de su historia en las tres ubicaciones que tuvo este cementerio: Socorro, Victoria y Británico de Chacarita.
Se encuentra colindante al Cementerio Alemán y al Cementerio de Chacarita uno de los cementerios más grandes dentro de una ciudad capital.

## Orígenes

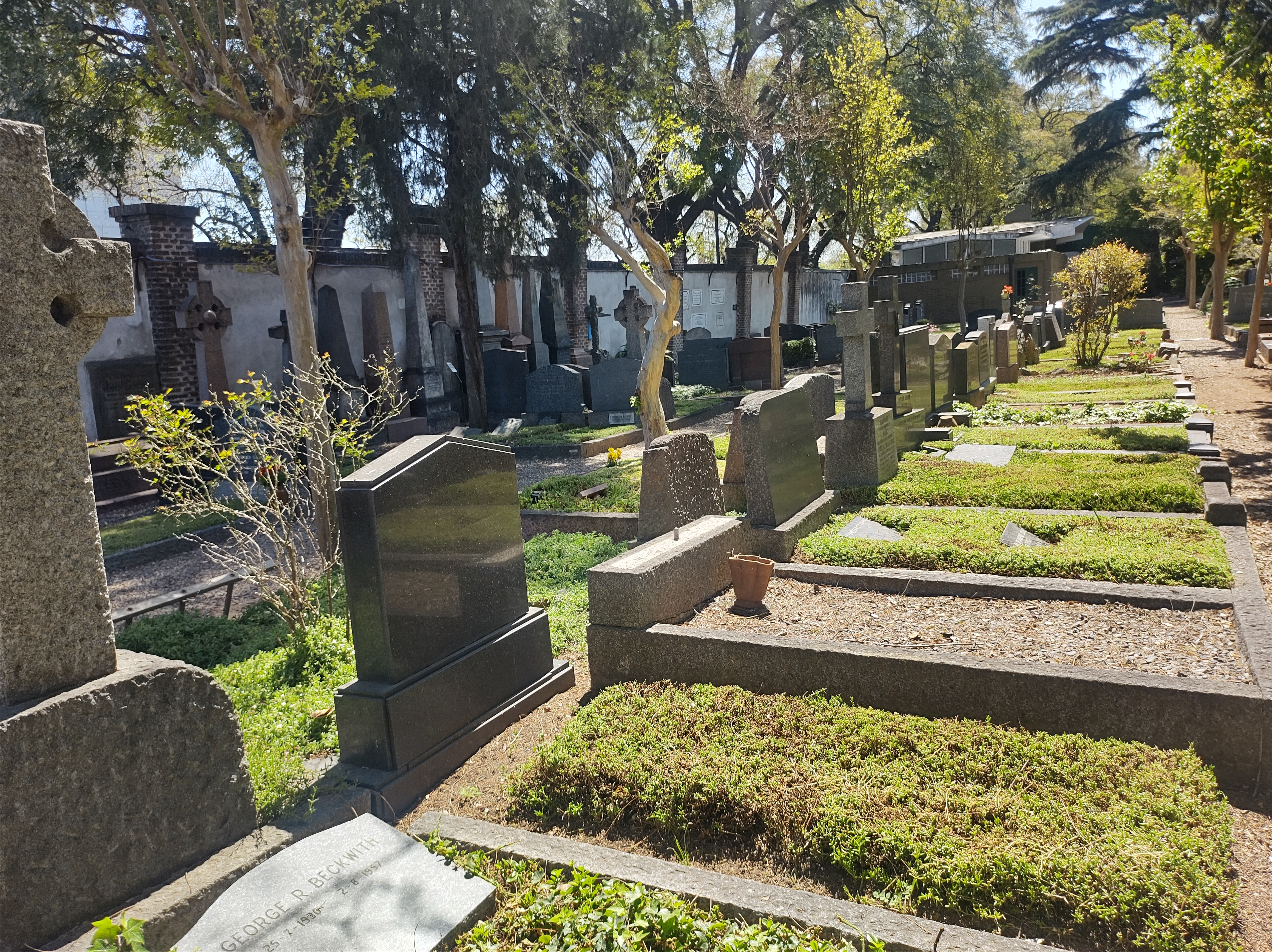

El Cementerio Británico fue fundado el 15 de diciembre de 1820. Y su primera ubicación fue sobre la calle Juncal, lindando con la Iglesia del Socorro.
Trasladado en 1833 a la calle Victoria, hoy Hipólito Yrigoyen entre Pasco y Pichincha, hasta 1892, actualmente Plaza 1.º de Mayo.
El Cementerio Británico de la Chacarita fue inaugurado el 13 de noviembre de 1982, en el Barrio de la Chacarita. 
El Cementerio Británico es una sociedad sin fines de lucro. Una Comisión Honoraria administra los cementerios y su propósito es servir a la comunidad.
Ambos Cementerios están abiertos a todas las denominaciones religiosas.

## Algunos personajes históricos
Personajes del Cementerio Británico del Socorro
- John Murray Forbes: agente comercial y representante diplomático estadounidense en Buenos Aires (1820-1831)
- Caesar Augustus Rodney; primer ministro plenipotenciario destacado ante el país por el gobierno de los Estados Unidos en 1823.

Personajes del Cementerio Británico de Victoria
- Melville Sewell Bagley: fundador de la famosa fábrica de galletitas que lo sobrevivió 150 años y que aún hoy continúa vigente como marca. Creador de la célebre Hesperidina, primera patente de bebida alcohólica en Argentina
- Richard Adams: contratado para hacerse cargo de las obras de las colonias Monte Grande, Santa Catalina y Laguna. Vino con el famoso contingente del buque Symmetry en 1825 con 200 personas de varios oficios y profesiones.

Personajes del Cementerio Británico de Buenos Aires
- Cecilia Grierson: primera médica argentina y de Sudamérica. En 1892 participó de la primera cesárea
- Juan Bautista Thorne; coronel que participó en las batallas de Pozos 1825, Patagones 1827, Martín García 1838, Vuelta de Obligado 1845 y Quebracho 1846.